# میرزا منصورخان معدل‌الدوله
میرزا منصورخان شیبانی ملقب به معدل الدوله   از سیاستمداران ایرانی بود، که در دوره دوم بعنوان نماینده قائنات و سیستان در مجلس شورای ملی حضور داشت.